# Orobiocassis gabonicola
Orobiocassis gabonicola is een keversoort uit de familie bladkevers (Chrysomelidae). De wetenschappelijke naam van de soort werd in 1933 gepubliceerd door Spaeth.